# 형제의 교회
형제의 교회(영어: Church of the Brethren)는 1708년 독일의 알렉산더 마크(Alexander Mack)에 의해 조직된 재세례파의 교파이다.
종교 개혁 시기에 급진적인 경건함과 재세례파 신학의 융합으로 시작되었다. 미국에서의 첫 번째 형제의 교회는 1723년에 설립되었다. 교단은 신약성경을 유일한 신조로 한다. 역사적으로 교회는 비폭력 운동과 평화에 대한 강한 입장을 피력하고 있다. 중요 교리에는 교리는 삼위일체, 신자의 침례, 성찬이 있다.

## 같이 보기
- 재세례파